# Michelle Waterson
Michelle Waterson (sinh ngày 6 tháng 1 năm 1986) là một nữ võ sĩ MMA và diễn viên người Mỹ. Cô hiện đang tham gia Ultimate Fighting Championship. Đẹp Michelle Waterson là võ sĩ tổng hợp nổi tiếng không chỉ ở Mỹ mà còn trên toàn thế giới.